# Adamo ed Eva (Cranach)
Adamo ed Eva è un doppio dipinto a olio su tavola (172x63 cm per Adamo, 167x61 per Eva) di Lucas Cranach il Vecchio, siglato e datato 1528 (sulla tavola di Adamo, con un serpentello alato), e conservato nella Galleria degli Uffizi a Firenze.

## Storia
L'opera si trova nelle collezioni granducali almeno dal 1688, ed in Galleria dagli inizi del Settecento. Ritenuta opera di Dürer da Filippo Baldinucci, mantenne tale attribuzione fino all'inventario del 1784, dove fu assegnata a Cranach.
Il soggetto riprende gli studi anatomici di Albrecht Dürer, culminati nel 1507 con le due monumentali tavole oggi al Prado, i primi nudi a dimensione naturale dell'arte tedesca: di esse si trova una copia di un allievo, Hans Baldung Grien, nella stessa sala del museo. Cranach dopotutto aveva frequentato a Vienna, tra il 1501 e il 1503, i circoli umanistici cari a Dürer, assimilando le idee che lo portarono a realizzare una prima, piccola versione dei progenitori nel 1510 (59x44 cm), oggi nel museo di Varsavia.
Le due tavole degli Uffizi vennero restaurate nel 1999.

## Descrizione e stile
I due progenitori sono rappresentati in tavole separate, su sfondo scuro con appena visibile il terreno su cui poggiano i piedi. Entrambi reggono rametti che coprono le rispettive parti intime. Eva tiene in mano il frutto proibito (una mela), con il serpente che la insidia dall'alto, appeso a un ramo dell'albero della vita. Essa lo porge ad Adamo, che ha una posizione sciolta e disinvolta, come se fosse appoggiato al bordo del dipinto col gomito destro sollevato. La nudità, di notevole precisione anatomica, è ormai esibita con disinvoltura.